# 防空洞

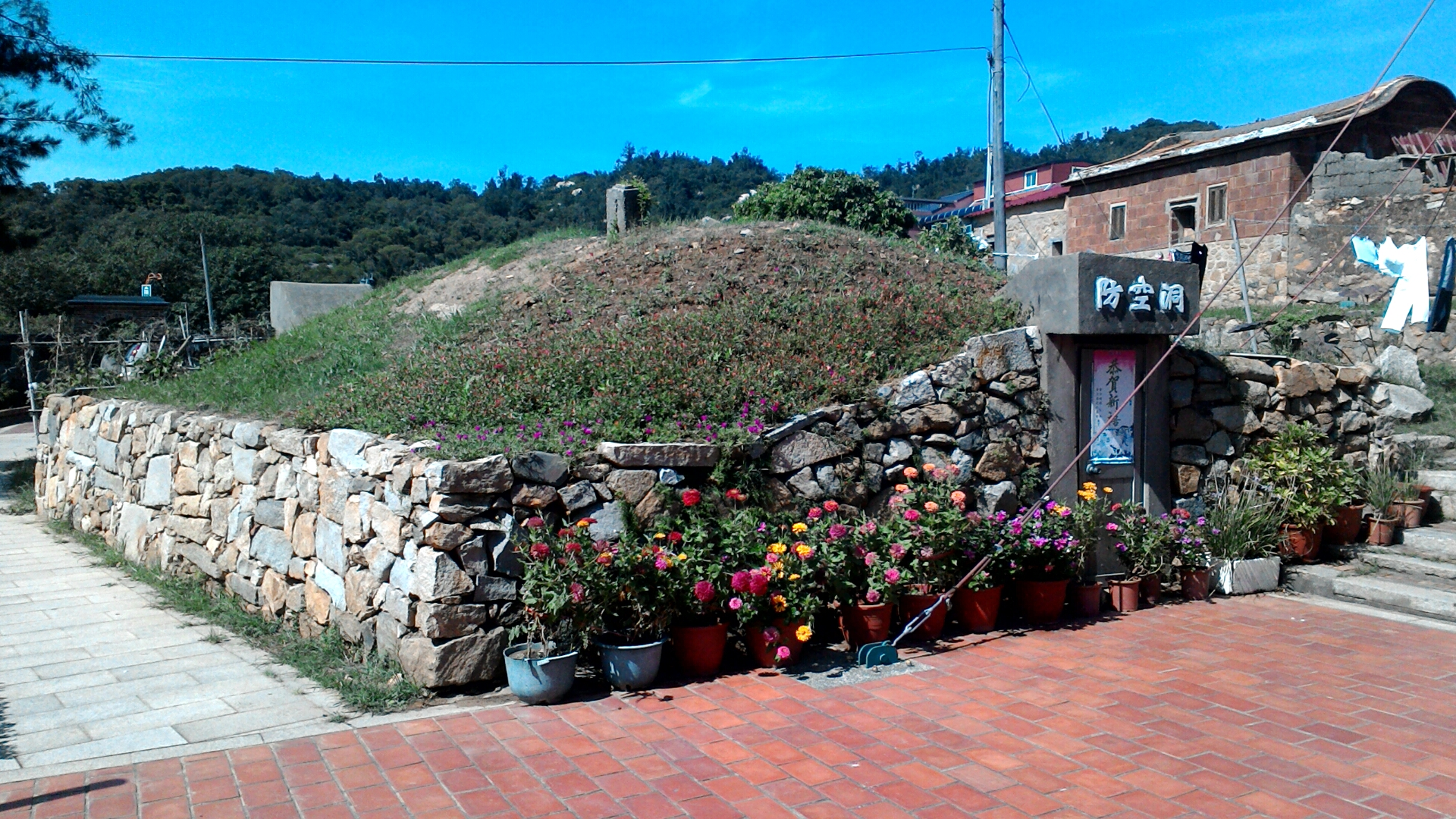
中華民國金門縣金沙鎮山后聚落中的防空洞。

防空洞（或稱防空壕），中国大陆标准稱法为人防地下室，是一種用來防備空襲及保護平民的軍事掩體。其它原有地下建築，如地鐵車站、隧道、地窖、地下室、鐵路拱門等亦作為防空洞使用。這類構築低於地面，而且特別堅固，能夠支持上方建築物的重量，因此特別適合用作保護使用者免受空襲。在核武發展出來後，有些防空洞加上了防止核武攻擊的設計。

## 歐洲大陸
地下室在歐洲大陸較英國流行。在德國幾乎所有住宅和公寓都建設有地下室，所以二戰時德國政府能夠隨時預備及演習防範空襲的措施。一切必要準備只需要確定地下室能夠容納該建築物的居民、所有地下室窗口和艙口緊閉、發生空襲時有安全的地下室入口、室內避難者除以直接襲擊之外受到最高的保護、而地下室備有緊急逃生出口。
但需要強調是，所謂“火災旋風”（Firestorm）期間，燃燒彈攻擊德國較大的城市時候，地窖和地下室有明顯不足，尤其是漢堡市、德累斯頓等。當焚燒中的建築物倒塌時，避難者因此往往被困，而地下室內更加擠滿了來自其他地方的避難者，導致死亡人數中死於一氧化碳中毒佔60%至80%。但值得商榷的是避難者如在露天街頭上生存率可能會更低，因為紅外線輻射足以燃點所有有機物體。

## 美國
美國本土近百年来幾未遭受战争侵袭（雖然日軍於二戰時曾經利用過氣球炸彈之類的各種手段攻擊美國本土，不過因為美國採取新聞管制措施而鮮少紀錄），但美国的大城市都建有防空洞，城市中75％的建筑物都有地下室。

## 中國大陸
中國在對日抗戰期間，重慶市開挖有大量的防空洞。台灣作家柏杨回憶在重慶時曾和蒋中正躲在同一个防空洞，他回憶重慶的防空洞有的是幾十個足球場大。1938年2月18日起至1943年8月23日，日本对战时中國陪都重庆进行了长达5年半的战略轰炸，當時中國已無空防，只能任憑日機狂轟濫炸。1941年6月5日晚上9点左右，日军展開重庆大轰炸，市民仓惶湧进附近的防空洞，空袭长达數小时之久，由于拥挤和缺氧，加上在洞口站岗的宪兵阻止人们在轰炸结束前离开防空洞，造成了窒息及推擠踐踏的惨事，是为重庆隧道惨案，死亡人数至今无法确定，有几千到上万的說法。1942年后，由于美国飞虎队的参战，日军轰炸重慶次数渐渐减少。
冷战時間，中美苏都在进行核军备竞赛，1950年朝鲜战争爆发，辽宁安东市遭到轰炸，中国就将安东市、鞍山、沈阳的一部分重点工业企业内迁到黑龙江省与吉林省。1964年东京湾事件，越南战争全面升级扩大到中国边境线，中共中央决定开始搞三线建设。1969年8月，毛决定成立全国性的人民防空领导小组，省、市、县区纷纷成立各级人防领导小组，在全国广泛地开展了群众性的挖防空洞和防空壕的活动。1972年12月10日中共中央转发国务院11月24日《关于粮食问题的报告》时传达毛泽东讲话：“根据我们现在所处的国内外形势和我们所坚守的社会主义制度和无产阶级立场，我们要‘深挖洞，广积粮，不称霸’。”1973年1月1日《人民日报》、《红旗》杂志、《解放军报》元旦社论《新年献词》，公开报道了毛泽东的这个指示。 中國政府動員北京等大城市市民開挖地下防空洞，當時稱為“地下人防工程”，由於工程浩大，經常需要停產停課，北京地下道四通八達，幾乎貫穿整座城市。大量的“地下人防工程”目前已成為地下街、地下商店、地下宾馆等。另外，一些地方为抵御核战争风险，特別建造了防核爆防空洞，外加防輻射線的鉛板，裡面儲存飲水、食物。
在2005年之后，带有人防工程功能的地下室的设计被规范化。在中国大陆，当前人防工程的抗力级别分为6个大级别，抵抗能力依次递减：核1级最高，只用于国家战时最重要的建筑物，如西山指挥所或火箭军陆基二次核打击基地，由解放军的工程兵修建；核6B级最低，用于一般的纯居民住宅区；大部分人防工程，在设计时均同时考虑常规武器（动能及生化武器）及核武器抵抗能力。

## 金門
八二三砲戰期間金門幾乎無處不落彈，中華民國國防部金門縣戰地政務委員會所屬「金門縣民眾自衛總隊」出資，委託中華民國陸軍步兵第一二七師、第二九二師協助興建「金城坑道」之地下系統，以既有碉堡、防空洞為基礎，增加建造地下坑道，1978年3月14日開工，1979年6月5日竣工，地道全長2559.2公尺，連接金門縣政府、金門調查處、土地銀行、金門縣自來水廠、金城車站、金門郵局、金城鎮農會、金城鎮公所、金門縣立金城國民中學等。

## 臺灣
第二次世界大戰後期，美國空軍戰鬥機時常空襲台灣，「走空襲」是台灣人集體的記憶。1941年，台灣總督府發布「簡易防空壕建築規則」，規範防空壕建築工事和空襲時避難等。位於彰化縣政府文化局第二期刊室旁，有防空壕改建為1895抗日紀念館，供民眾參觀。中華民國空军隐匿于花莲縣的佳山基地是目前臺灣最大的飞机地下防空洞。

## 香港

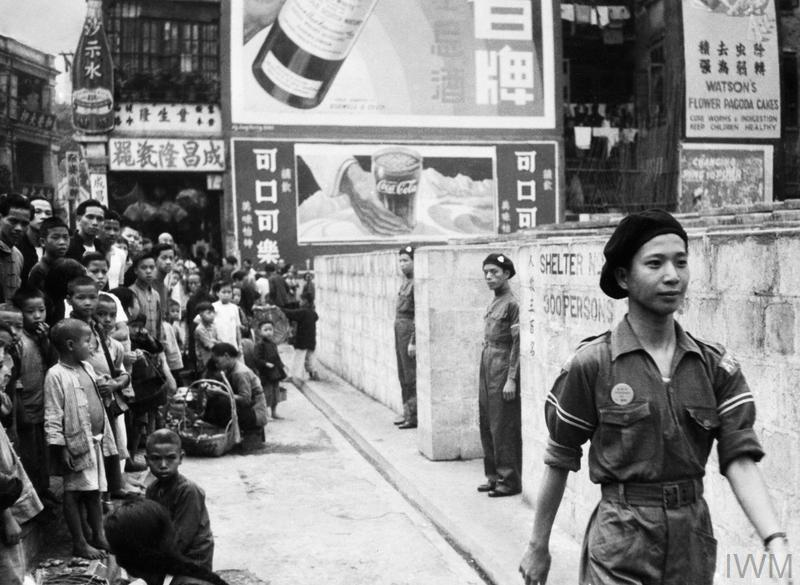
1941年12月香港保衛戰爆發前夕的一次防空演習，防空署委派的防空督導員在香港市區的一處防空洞出入口演練。

1941年12月香港戰役爆發前，英屬香港政府已在港九市區修建多個防空洞，並由防空署專責規劃及建造。各防空隧道於二戰後被棄用，大部分的出入口被封閉，另有部分防空隧道改作其他用途，如用作倉庫，並改由路政署負責維修。

## 圖片

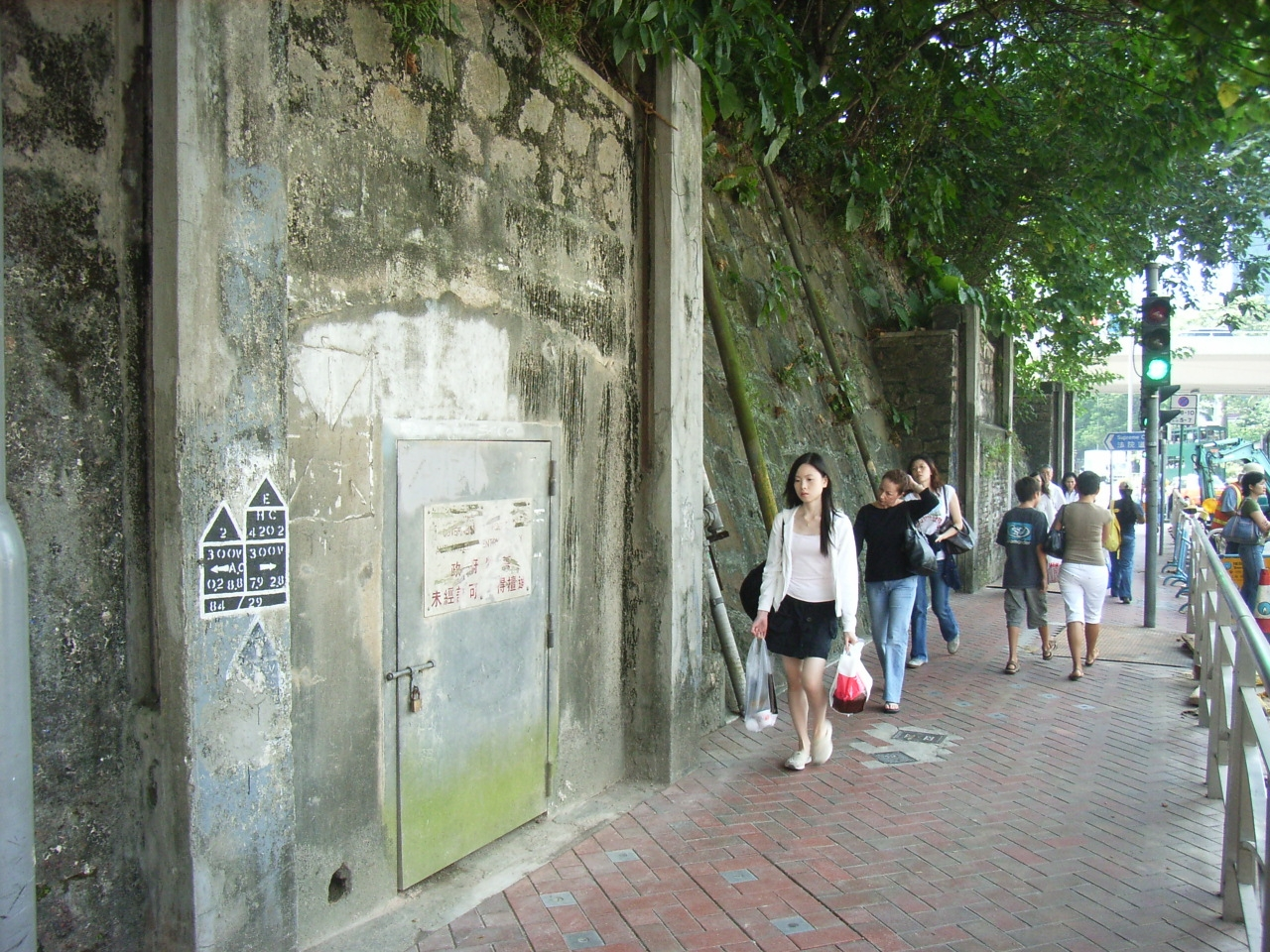
香港金鐘道旁的巴里士山防空洞入口遺址
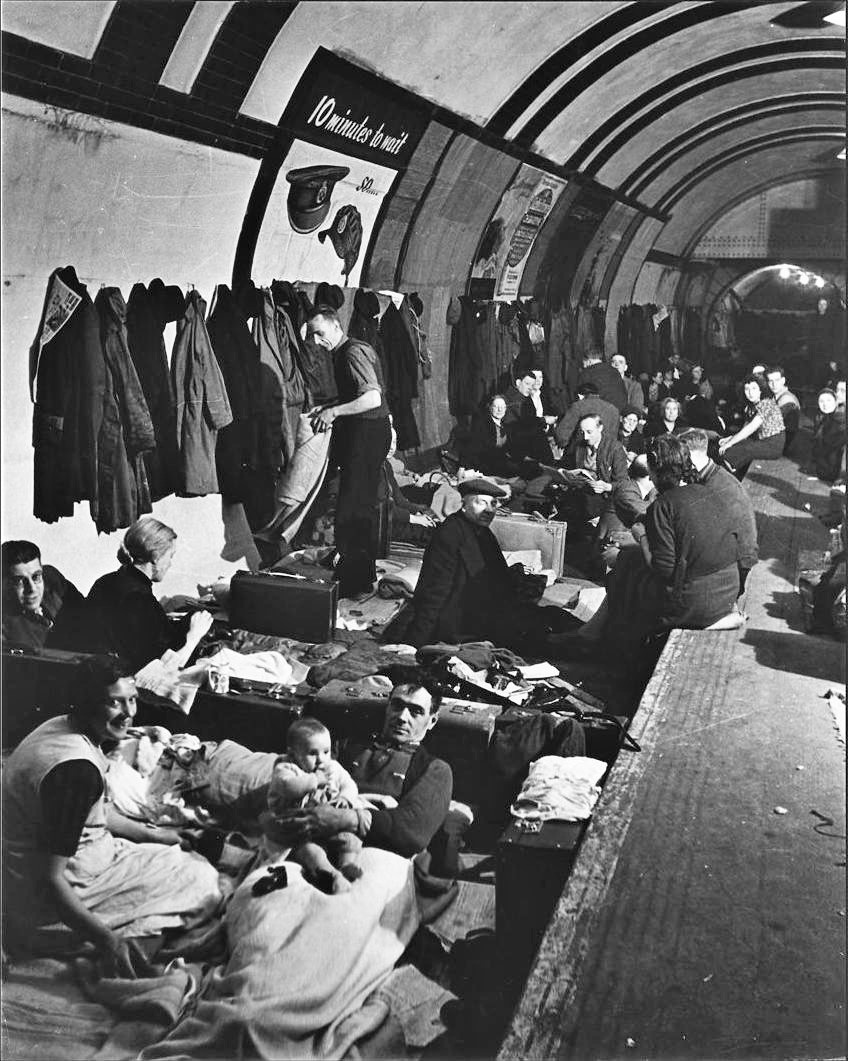
倫敦大轟炸期間倫敦地鐵許多車站作為防空洞
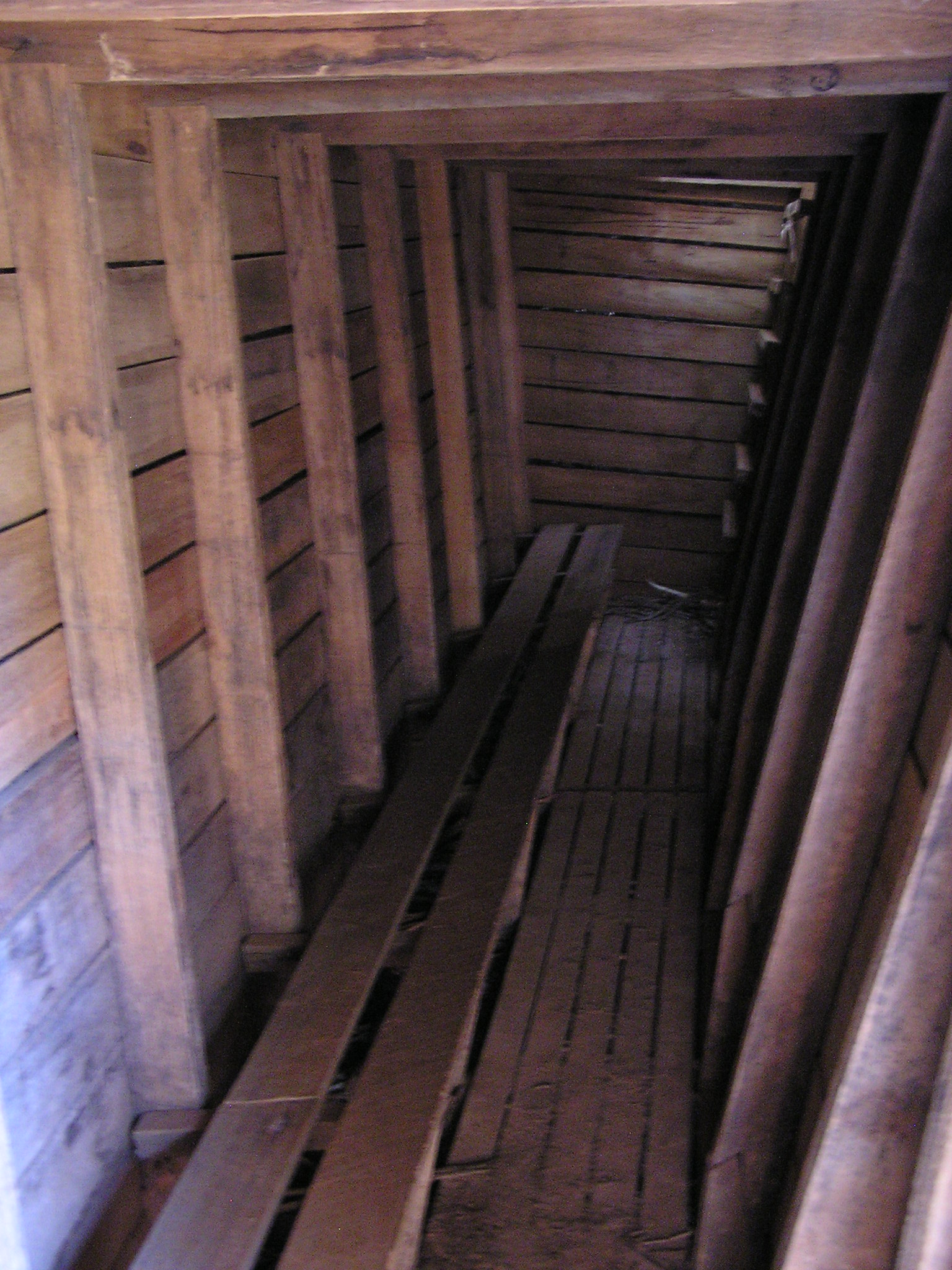
木製內裝的防空洞
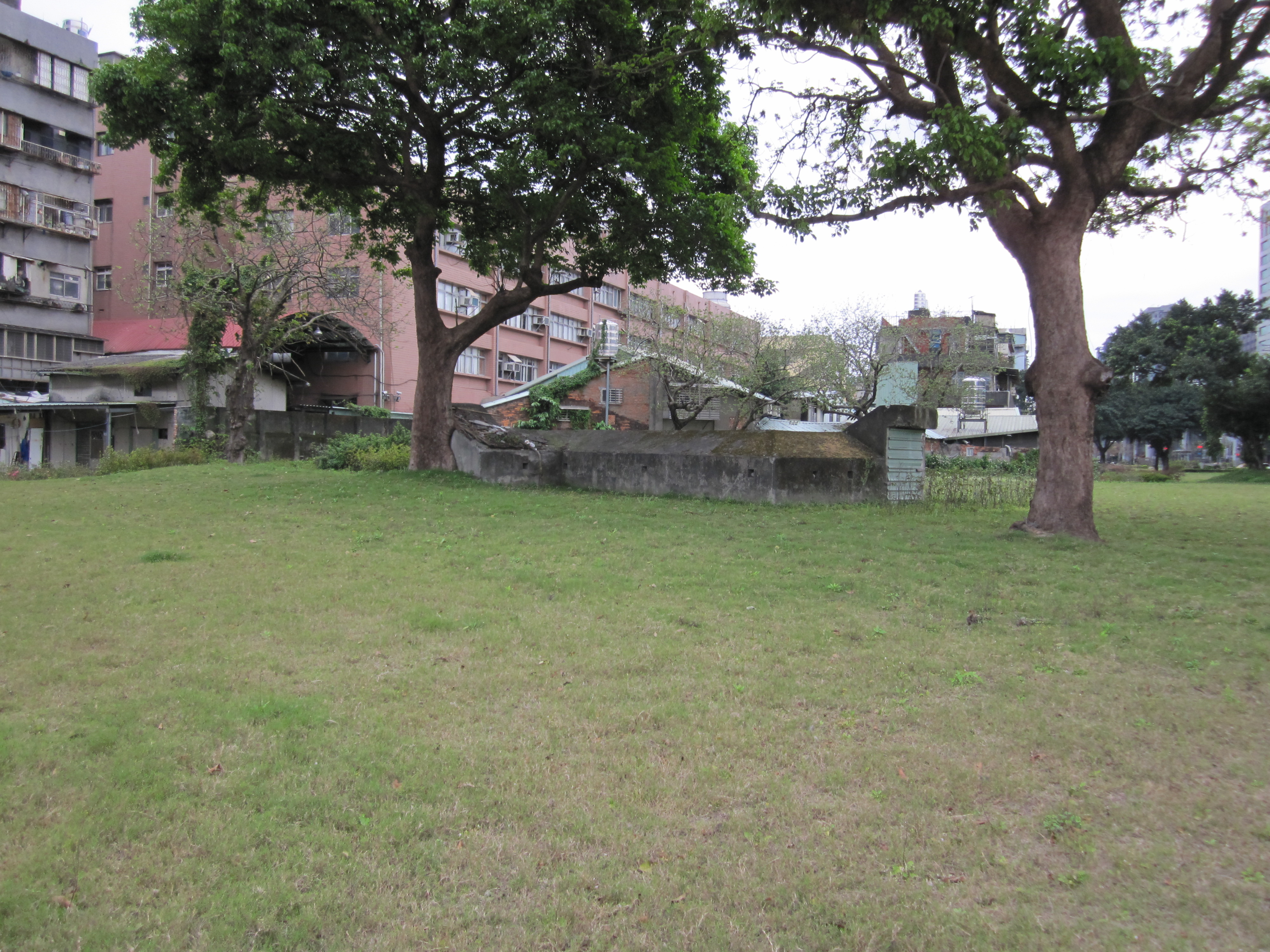
位於台北市華山車站對面一處的防空洞

## 外部連結
- Morrison shelter - follow previous/next page indicators
- Anderson shelter
- Development of the Anderson shelter
- Railway arches 2
- Hochbunker Click on left frame 2 （页面存档备份，存于） 3 （页面存档备份，存于）
- Berlin Air-raid Shelters (Hochbunker), Flak Towers and Bunkers
- Clifford Road Air Raid Shelter Museum, Ipswich, UK
- Archives of the German military manuals （页面存档备份，存于）